# لورا شياو
لورا شياو (الإنجليزية: Lora Shiao)هي مسؤولة حكومية أمريكية، تشغل حاليًا منصب الرئيس التنفيذي للعمليات  لمكتب مدير الاستخبارات الوطنية منذ أكتوبر 2020. عملت لفترة وجيزة كمديرة بالإنابة للاستخبارات الوطنية من 25 يناير 2025 إلى 12 فبراير 2025، وشغلت هذا المنصب أيضًا لفترة قصيرة من 20 إلى 21 يناير 2021. شغلت شياو منصب الموجز الاستخباراتي للنائب العام الأمريكي ومدير مكتب التحقيقات الفيدرالي من عام 2005 إلى عام 2007.

## الحياة المهنية
عُيّنت في جهاز الاستخبارات الوطني الرئيسي ضمن المركز الوطني لمكافحة الإرهاب (NCTC) في مايو 2014. وشغلت منصب نائبة مدير شؤون الهويات الإرهابية خلال الفترة 2015-2016، حيث دعمت العمل الحكومي الشامل في مجال مهمة استخبارات الهويات. وبصفتها نائبة مدير شؤون الاستخبارات خلال الفترة 2016-2019، قادت تحليل المركز الوطني لمكافحة الإرهاب الشامل لقدرات ونوايا الجهات الإرهابية حول العالم، وذلك لإطلاع صانعي السياسات الوطنية ودعم جهود أجهزة الاستخبارات والجيش وأجهزة إنفاذ القانون وشركاء الأمن الداخلي.
شغلت شياو منصب المديرة التنفيذية لمركز مكافحة الارهاب من مارس 2019 إلى أبريل 2020، حيث أدارت العمليات المالية وشؤون الموظفين في المركز، وساهمت في دفع عجلة الابتكار في مجال تكنولوجيا المعلومات. ثم شغلت شياو منصب نائب مدير المركز من أبريل إلى أكتوبر 2020. وخلال هذه الفترة، تولت شياو منصب المديرة بالإنابة للمركز من 3 أبريل إلى 10 أغسطس 2020، ثم حلّ محلها كريستوفر سي. ميلر.

### مكتب مدير الاستخبارات الوطنية
تم تعيين شياو رئيسة للعمليات في مكتب مدير الاستخبارات الوطنية (ODNI) في أكتوبر 2020. وبهذه الصفة، كانت شياو مسؤولة عن الإدارة الاستراتيجية لمكتب مدير الاستخبارات الوطنية، بما في ذلك حوكمة الشركات والعمليات المالية وإدارة المعلومات وتكنولوجيا المعلومات والأمن ومكافحة التجسس واستمرارية العمليات والمرافق والخدمات اللوجستية وإدارة المواهب. 

## روابط خارجية
| المناصب السياسية        | المناصب السياسية                   | المناصب السياسية |
| ----------------------- | ---------------------------------- | ---------------- |
| سبقه جون راتكليف        | مدير الاستخبارات الوطنية مؤقت 2021 | تبعه أفريل هاينز |
| سبقه ستايسي ديكسون مؤقت | مدير الاستخبارات الوطنية مؤقت 2025 | تبعه تولسي جابرد |